# 木戸愛
木戸 愛（きど めぐみ、1989年12月26日 - ）は、日本の女子プロゴルファー。神奈川県横須賀市出身。
父はプロレスラーの木戸修。

## 人物
1989年12月26日、プロレスラーである木戸修の長女として神奈川県横須賀市にて出生。父のアドバイスにより10歳でゴルフを始める。自身は高校進学時は地元である神奈川県内の高校志望であったが、父が「どうせやるなら強いところで揉まれるのが一番良い」と強豪校への進学を強く勧めたことから、宮城県の東北高等学校への進学を決める。
東北高等学校時代には、2006年に全国高等学校ゴルフ選手権女子の部優勝。2008年のプロテストに合格してプロ入り。同年のミヤギテレビ杯ダンロップ女子オープンゴルフトーナメントがプロデビュー戦（20位タイ）となった。
2012年、サマンサタバサ ガールズコレクション・レディーストーナメントでは最終日に不動裕理、全美貞との優勝争いを制し、プロ5年目にしてツアー初優勝を飾る。
賞金ランキングは、2011年 45位、2012年 29位、2013年 38位、2014年 37位、2015年 36位、2016年 19位、2017年 42位、2018年 47位 と8年連続シードを守っており、安定して好成績を残している。
2019年シーズンは、賞金ランキング74位でシードを逃したが、ファイナルQTで3位の成績を残し、2020年の前半戦の出場権は確保した。
2023年8月8日に友人らとのバーベキューパーティーで知り合った同い年の男性と、7年の交際期間を経て入籍したことを明かした。同年12月、父・修が死去（73歳没）。

## 戦績
- 2011年 中京テレビ・ブリヂストンレディスオープン 4位タイ
- 2011年 ゴルフ5レディスプロゴルフトーナメント 10位タイ
- 2012年 中京テレビ・ブリヂストンレディスオープン 9位タイ
- 2012年 アース・モンダミンカップ 6位タイ
- 2012年 日医工女子オープンゴルフトーナメント 10位タイ
- 2012年 サマンサタバサ　ガールズコレクション・レディーストーナメント 優勝
- 2012年 ゴルフ5レディスプロゴルフトーナメント 9位タイ
- 2013年 ダイキンオーキッドレディスゴルフトーナメント 3位タイ
- 2013年 アクサレディスゴルフトーナメント in MIYAZAKI 7位タイ
- 2013年 スタジオアリス女子オープン 8位タイ
- 2013年 リゾートトラストレディス 4位タイ
- 2013年 ニチレイレディス 8位タイ
- 2013年 日医工女子オープンゴルフトーナメント 10位タイ
- 2013年 CAT Ladies 6位タイ
- 2014年 日医工女子オープンゴルフトーナメント 4位タイ
- 2014年 サマンサタバサ ガールズコレクション・レディーストーナメント 5位タイ
- 2014年 センチュリー21レディスゴルフトーナメント 9位タイ
- 2014年 NEC軽井沢72ゴルフトーナメント 6位タイ
- 2014年 富士通レディース 8位タイ
- 2014年 樋口久子 森永レディス 5位タイ
- 2015年 サイバーエージェント レディスゴルフトーナメント 3位
- 2015年 スタンレーレディスゴルフトーナメント 4位
- 2016年 ヤマハレディースオープン葛城 5位タイ
- 2016年 スタジオアリス女子オープン 4位タイ
- 2016年 サントリーレディスオープンゴルフトーナメント 9位
- 2016年 サマンサタバサ ガールズコレクション・レディーストーナメント 2位
- 2016年 センチュリー21レディスゴルフトーナメント 2位タイ
- 2016年 富士通レディース 4位タイ
- 2017年 サイバーエージェント レディスゴルフトーナメント 6位タイ
- 2017年 リゾートトラスト レディス 7位タイ
- 2017年 NOBUTA GROUP マスターズGCレディース 6位タイ
- 2018年 ヨネックスレディスゴルフトーナメント 6位タイ
- 2018年 宮里藍 サントリーレディスオープンゴルフトーナメント 5位タイ
- 2018年 アース・モンダミンカップ 8位タイ
- 2019年 サマンサタバサ ガールズコレクション・レディーストーナメント 5位タイ
- 2019年 大東建託・いい部屋ネットレディス 8位タイ

## 所属・契約
- 所属 - フリー（～2021年12月31日：ゼンリン）
- 契約
  - クラブ - ミズノ
  - ボール - ダンロップ
  - ウェア - ジャックバーニー
  - シューズ - ナイキ
- スポンサー
  - Tポイント・ジャパン
  - コーセー
  - ジャガーランドローバー・ジャパン ほか